# Nevis Laboratories

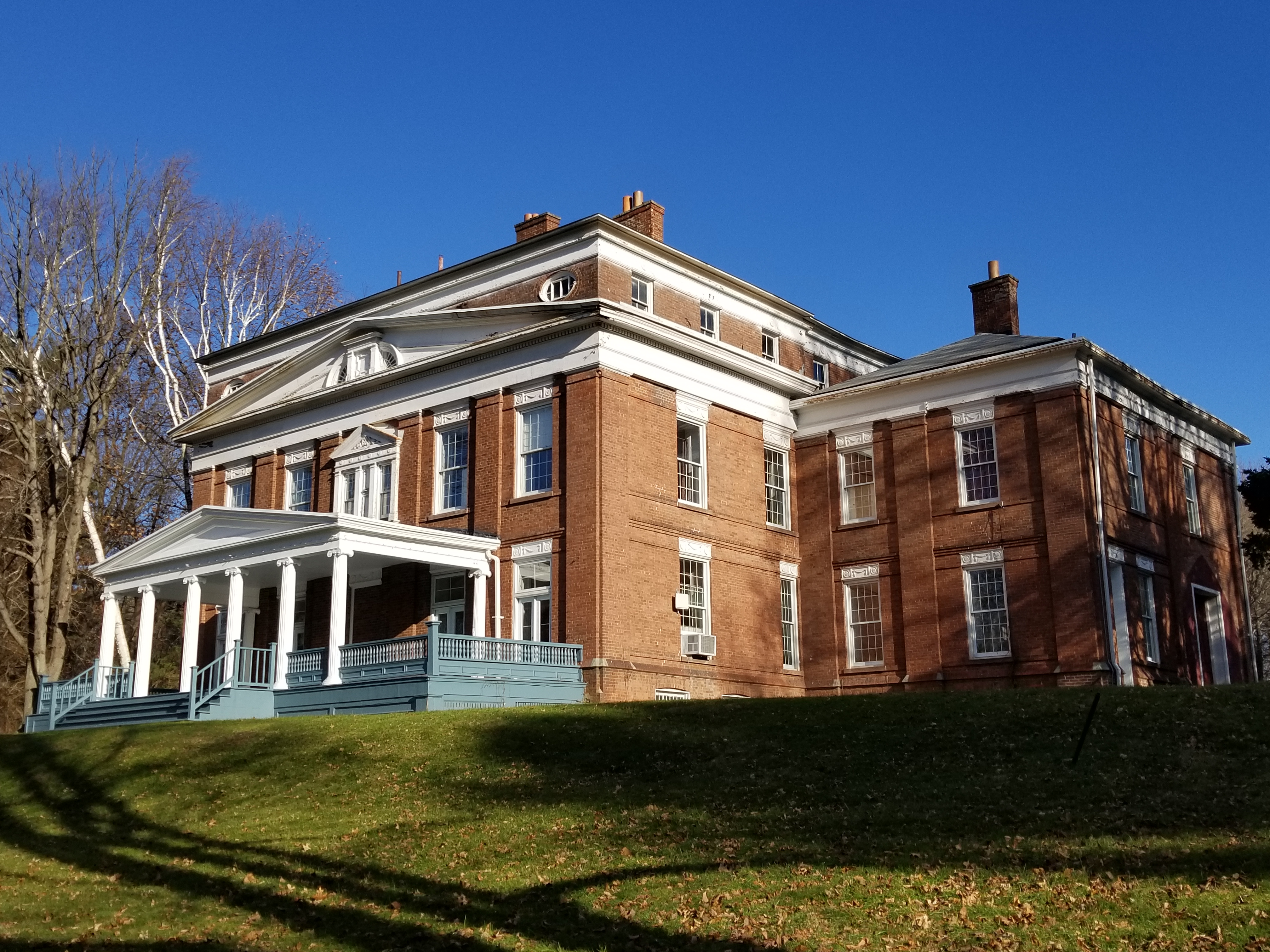
Nevis Mansion House

Nevis Laboratories – centrum badań naukowych administracyjnie zarządzane przez Uniwersytet Columbia, zajmujące się badaniem wysokoenergetycznych cząstek elementarnych i fizyką jądrową. Jest położone w miejscowości Irvington, na 68-akrowej posiadłości, pierwotnie należącej do pułkownika Jamesa Hamiltona, syna Alexandra Hamiltona.